# 4e corps de blindés (Allemagne)
Pour les articles homonymes, voir 4e corps.
Le 4e corps de blindés (en allemand : IV. Panzerkorps) était un corps d'armée d'unités blindés (Panzer) de l'armée de terre allemande : la Heer au sein de la Wehrmacht pendant la Seconde Guerre mondiale.

## Historique
Le IV. Panzerkorps est formé dans le Wehrkreis IV le 10 octobre 1944 à partir des restes du IV. Armeekorps.
Il est renommé Panzerkorps Feldherrnhalle le 27 novembre 1944.

## Organisation

### Commandants successifs
| Date                               | Grade                     | Commandant      |
| ---------------------------------- | ------------------------- | --------------- |
| 10 octobre 1944 - 26 novembre 1944 | General der Panzertruppen | Ulrich Kleemann |

## Théâtres d'opérations
- Hongrie : Octobre 1944 - Novembre 1944

## Ordre de batailles

### Rattachement d'Armées
| Date    | Armée    | Groupe d'Armées  |
| ------- | -------- | ---------------- |
| 1944    |          |                  |
| Octobre | 6. Armee | Heeresgruppe Süd |

### Unités subordonnées

#### Unités organiques
- Arko 404
- Korps-Nachrichten-Abteilung 44
- Korps-Nachschubtruppen 404

#### Unités rattachées
26 novembre 1944
- 1. Panzer-Division
- 76. Infanterie-Division
- 2. ungarische Panzer-Division

### Sources
- (de) IV. Panzerkorps sur lexikon-der-wehrmacht.de